# 観光地の発展周期
観光地の発展周期（かんこうちのはってんしゅうき、英語: The Tourism Area Life Cycle, TALC）とは、リチャード・W・バトラー（Richard.W.Butler）が1980年に提案した、観光地のライフサイクルに関するモデルである。このモデルは、観光地域の発展プロセスの説明の観点で高評価を受けている。

## 概要
このモデルは、製品ライフサイクルの概念に基づき、観光地の成長を、1. 探検段階（exploration）、2. 参加段階（involvement）、3. 発展段階（development）、4. 完成段階（consolidation）、5. 停滞段階（stagnation）、6. 衰退段階（decline）または再生（rejuvenation）の6段階として表現し、観光客数と時間の関係性を示している。横軸を時間、縦軸を観光客数としたグラフをかくとき、グラフがS字カーブをかくように観光客数が増加していく。
探検段階では、観光地の訪問者数は少なく、観光客を対象とした施設も限られている。参加段階になり観光客数が増加すると、観光客向けの施設の整備も進み、発展段階になると外部資本による大規模な開発が行われ、観光客数が急増する。このとき、観光における現地住民の影響力は低下していく。その後、完成段階に移行し観光客数の増加率が低下するようになり、停滞段階に至ると観光客数が一定値をとるようになる。停滞段階になると維持費が増大するが、投資のやり方によりその後の動向が変わってくる。新たな観光資源の形成により観光客数が増える場合（再生）、停滞状態のまま変化しない場合（安定）、観光地の魅力が低下する場合（衰退）の3つが考えられる。
バトラー自身も述べているが、S.W.Plogモデル観光地盛衰論にヒントを得ている。また、PLC（Product Life Cycle）のS字カーブを観光学的に具体化したモデルとも読み取れる。P.コトラーは、Marketing for Hospitality and Tourism で　PLCの概念で代用し、さらにPlogモデルによるディスティネーションの分類で対応し、TALCモデルの活用を避けている。しかし具体的実務レベルでは、開発モデルのTALCとマーケティングの実用化理論（P.コトラーの研究）との接点が求められている。欧米では、一般的なこのモデルも、日本の観光系の書物では散見されない。近年アメリカでは、TALCの密度を上げる研究が散見され、モデル分析がその方法として、挙げられている。
2010年TTRA（Travel and Tourism Research Association）41回（USA)の年次大会で北海商科大学商学部の中鉢が、知床と軽井沢の事例報告をしている。
また、TALCについて流通経済大学社会学部の中崎茂は『観光地域の発展と衰退』と訳している。

## 影響
このモデルを提唱した論文は、1980年の公開から四半世紀以上にわたり引用され、議論の対象となった。
このモデルを再検討した論文集が2006年に刊行されている。

## 原著論文
- R.W. Butler (1980). "The Concept of A Tourist Area Cycle of Evolution: Implications for Management of Resources". Canadian Geographer / Le Géographe canadien 24:5-12 doi:10.1111/j.1541-0064.1980.tb00970.x
  - 中崎茂 1998. 観光地域の発展と衰退 : バトラーのライフ・サイクルモデルの紹介 流通経済大学社会学部論叢 8:97-111 （日本語訳）
  - 毛利公孝・石井昭夫 2002. 観光地の発展周期に関する考察 立教大学観光学部紀要 4:98-103 （日本語訳）